# Íntima guerra fría (álbum)
Íntima guerra fría es el segundo álbum en directo de Malú y undécimo en la discografía de la cantante, editado por Sony Music y con la dirección musical de Armando Ávila. Fue publicado el 15 de noviembre de 2011. Se compone de un CD+DVD. 

## Antecedentes
El álbum contiene ocho canciones de sus éxitos más importantes grabadas en directo durante el día 10 de junio de 2011 en el salón-auditorio La Casona-Arteria (Ciudad de México), siete maquetas grabadas a guitarra y voz en los estudios PKO de Madrid en mayo y junio de 2010 y un tema inédito, «El día de antes».
También era la primera vez que se publicaba en formato físico la canción «Y ahora vete», anteriormente solo lanzada en Itunes. Además, incluye un DVD con el concierto acústico en México dirigido por Rubén Martín y una entrevista en profundidad.

## Recepción
Pese a ser un álbum diferente, no figuró en la lista de los más vendidos de forma independiente, debido a que Promusicae sumó sus ventas al disco anterior, Guerra fría.

## Lista de canciones

### CD
| N.º | Título                                                     | Escritor(es)                                                 | Duración |  |
| 1.  | «Ahora tú» (directo en La Casona)                          | Rafael Vergara · Antonio Rayo Gibo                           | 4:02     |  |
| 2.  | «Diles» (directo en La Casona)                             | David Santisteban · Marco Dettoni                            | 3:43     |  |
| 3.  | «No voy a cambiar» (directo en La Casona)                  | Airam Etxániz                                                | 3:45     |  |
| 4.  | «Aprendiz» (directo en La Casona)                          | Alejandro Sanz                                               | 5:01     |  |
| 5.  | «Ni un segundo» (directo en La Casona - Con Leonel García) | Leonel García                                                | 3:20     |  |
| 6.  | «Guerra fría» (directo en La Casona)                       | Melendi · Malú                                               | 4:14     |  |
| 7.  | «Blanco y negro» (directo en La Casona)                    | María Bernal · Aitor García · Jules Ramllano · Armando Ávila | 3:57     |  |
| 8.  | «Quién» (directo en La Casona)                             | Armando Ávila · Ángel Reyero                                 | 4:10     |  |
| 9.  | «Libérame» (maqueta 2010)                                  | Jules Ramllano · Freddy Cañedo · Carolina Rosas              | 3:18     |  |
| 10. | «Voy a quemarlo todo» (maqueta 2010)                       | David Santisteban · Esmeralda Grao                           | 2:59     |  |
| 11. | «Y ahora vete» (maqueta 2010)                              | Diego Cantero                                                | 2:58     |  |
| 12. | «Vértigo» (maqueta 2010)                                   | David Santisteban · Malú                                     | 3:22     |  |
| 13. | «Así lo haré» (maqueta 2010)                               | Armando Ávila · María Bernal · Jules Ramllano                | 4:09     |  |
| 14. | «El apagón» (maqueta 2010)                                 | Melendi · Malú                                               | 3:24     |  |
| 15. | «Búscame» (maqueta 2010)                                   | Melendi · Malú                                               | 3:26     |  |
| 16. | «El día de antes»                                          | Malú · Vanesa Martín                                         | 4:40     |  |

### DVD Concierto
| N.º | Título                              | Duración |  |
| 1.  | «Ahora tú»                          |          |  |
| 2.  | «Diles»                             |          |  |
| 3.  | «No voy a cambiar»                  |          |  |
| 4.  | «Aprendiz»                          |          |  |
| 5.  | «Ni un segundo» (con Leonel García) |          |  |
| 6.  | «Guerra fría»                       |          |  |
| 7.  | «Blanco y negro»                    |          |  |
| 8.  | «Quién»                             |          |  |

## Créditos y personal
- Malú: artista principal, voz
- Fernando Álvarez: masterización
- Armando Ávila: producción, edición, mezclas
- Juan Pablo Falluca: ingeniería grabación en directo
- José Manuel Sánchez: guitarra
- Carlos Hernández Carbonell: ingeniero de sonido, edición, mezclas
- Rubén García: teclados, piano, arreglos
- Rubén Martín: fotografía
- Máximo Raso: arte gráfico

Créditos adaptados desde las notas de Íntima guerra fría (2011) y RateYourMusic.